# Myiotheretes
Genre
Myiotheretes est un genre de passereaux qui regroupe plusieurs espèces de moucherolles.

## Liste des espèces
D'après la classification de référence du Congrès ornithologique international (ordre phylogénique) :
- Myiotheretes striaticollis (P.L. Sclater, 1853) – Moucherolle à gorge rayée
- Myiotheretes pernix (Bangs, 1899) – Moucherolle des Santa Marta
- Myiotheretes fumigatus (Boissonneau, 1840) – Moucherolle enfumé
- Myiotheretes fuscorufus (Sclater & Salvin, 1876) – Moucherolle à ventre fauve